# Jetti-Schahr
Jetti-Schahr, auch Dschiti-Schahar oder Sieben-Städte-Land, ist die Benennung des von Jakub Bek, dem Atalik Ghasi, 1865 im südwestlichen Teil Ost-Turkestans gegründeten Reichs, welches aus der chinesischen Provinz Tien-schan-nan-lu mit den Städten Kaschgar, Jengi-Hissar, Jarkent, Khotan, Aksu, Karaschar, Hami/Kumul und Turfan bestand.
Vor seiner größeren Ausdehnung wurde das Reich Alti-Schahr (Sechs Städte) genannt.
Nach der Niederwerfung des Dunganenaufstands im Jahre 1879 und dem Tod Jakub Beks und seines Sohns trat das Gebiet wieder unter chinesische Verwaltung.